# Floribundarosor
Floribundarosor (Rosa Floribunda-gruppen), en grupp rosor med mycket komplext ursprung. Grunden till gruppen utgörs av korsningar mellan polyantarosor (Rosa Polyantha-Gruppen ) och rosor i andra grupper. Gruppen inkluderar även produktnamn som miniflorarosor, castlerosor och palacerosor.
Motsvarar beteckningarna Floribunda och Climbing Floribunda i Modern Roses 11.

## Galleri

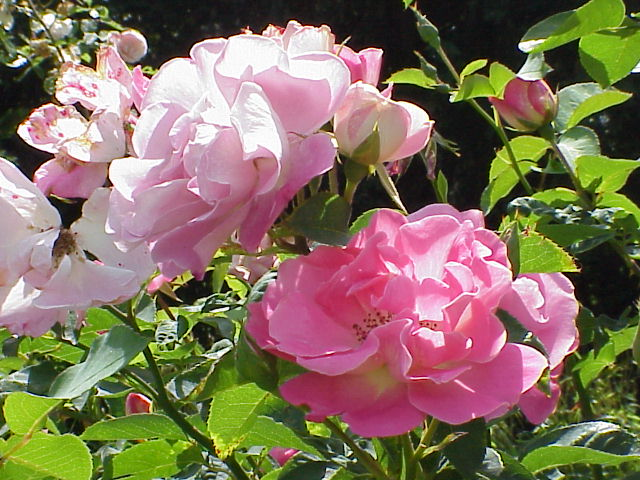
'Halali' (Tantau 1956)
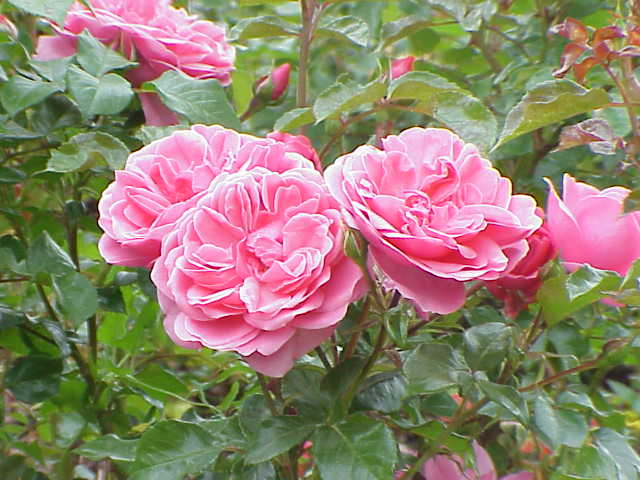
'Poulbella', BERLEBURG®,(Poulsen 1996)